# Rap

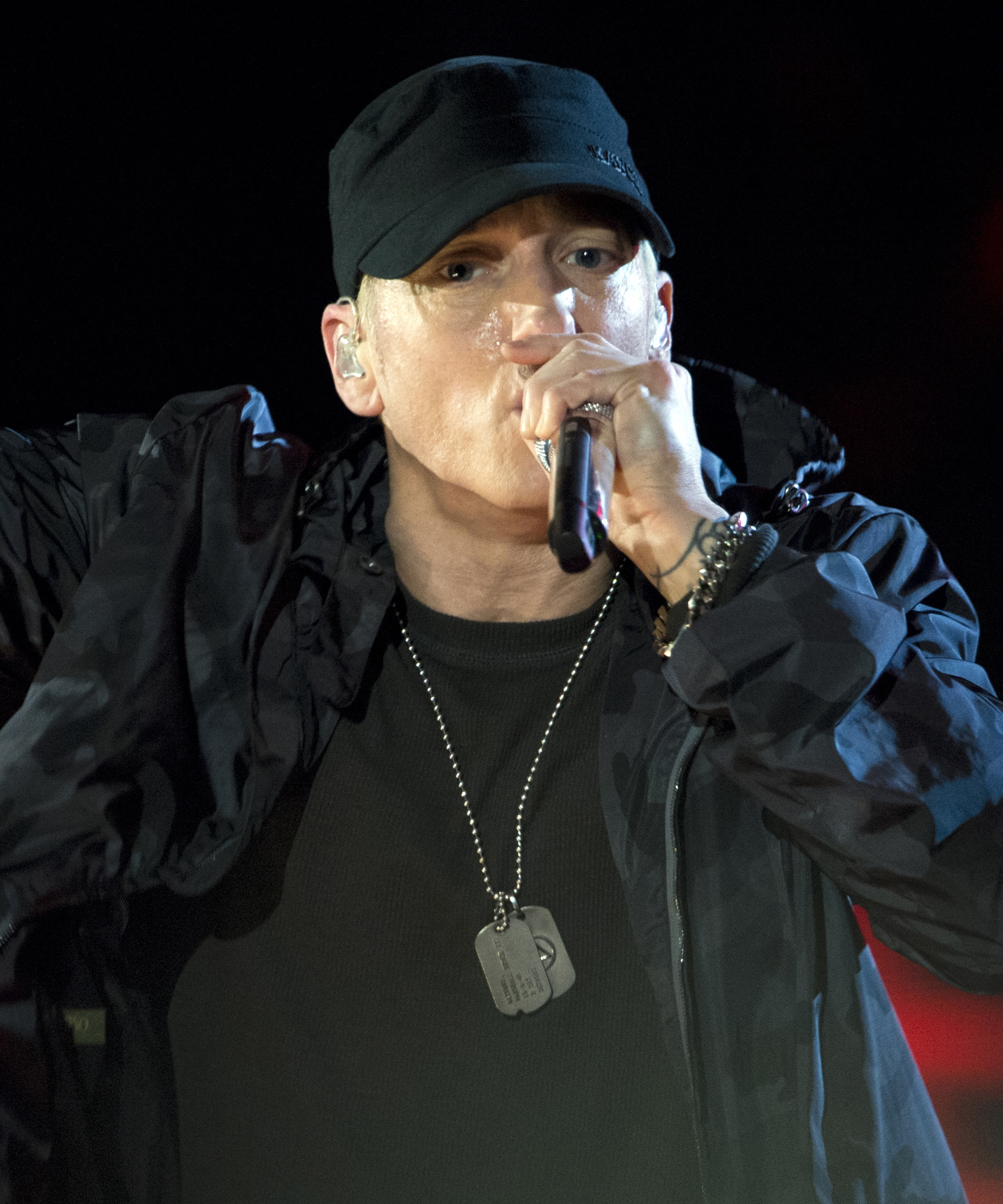
Eminem, người đã phổ biến dòng nhạc hip hop ở Mỹ

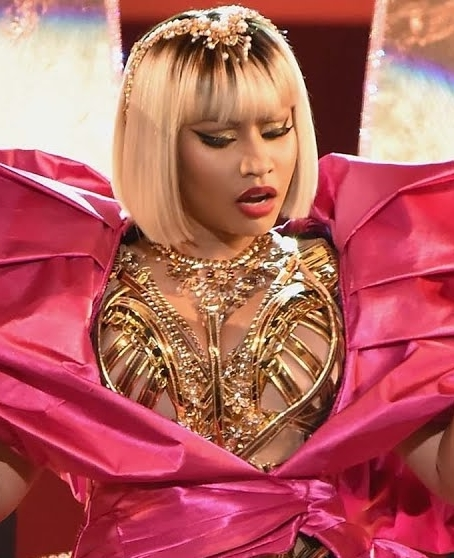
Nicki Minaj, rapper nữ thường được truyền thông vinh danh là “Nữ hoàng rap”.

Rap hay đọc rap là một hình thức nghệ thuật trong văn hóa hip hop xuất phát từ Âu Mỹ và được đặc trưng bằng việc trình diễn thông qua việc nói hoặc hô vang lời bài hát, ca từ một cách có vần điệu, kết hợp với động tác nhảy nhót, tạo hình. Rap thường không có cao độ và trường độ mà người rap có thể nhanh hay chậm tùy ý. Có thể sáng tạo những flow cho riêng mình mà không cần theo quy tắc nào. Rap là thành phần chính của nhạc hip hop và được gắn liền với thể loại này đến nỗi nhạc hip hop đôi khi được gọi là "nhạc rap". Nghệ sĩ biểu diễn rap được gọi là rapper.